# Felip I del Piemont
Felip I del Piemont o Felip de Savoia (en francès: Philippe de Savoie, en italià Filippo di Savoia-Acaia; 1278 – 1334) fou senyor del Piemont des del 1282 fins a la seva mort i príncep d'Acaia del 1301 al 1307.

## Biografia
Felip era fill de Tomàs III del Piemont i de Guyonne de Châlon. Des del 1282 va tenir el títol de senyor del Piemont, que va heretar del seu pare. El primer matrimoni de Felip es va celebrar a Roma el 12 de febrer del 1301 amb Isabel de Villehardouin, princesa d'Acaia, que ja era vídua. Amb aquest matrimoni, va esdevenir príncep d'Acaia, un estat que feia poc s'havia format al nord del Peloponès, i com a tal es va veure implicat en campanyes militars per conquerir Lacedemònia. Va ser un governant autoritari i això el va contraposar amb els barons del seu estat. Va intentar calmar els barons però es va veure forçat a acceptar un parlament el 1304. La població grega, carregada d'impostos, es va revoltar contra els nous governants. El 1306, el rei Carles II d'Anjou, va cridar Felip i la seva esposa a la seva cort de Nàpols. A Felip el va acusar de deslleialtat i de no haver-li donat suport en la seva campanya contra l'Epir, i a Isabel de no haver demanat el consentiment reial per casar-se amb Felip. Carles els va confiscar el principat i en va traspassar el govern al seu fill, el príncep Felip I de Tàrent.
Felip va demanar clemència i l'11 de maig del 1307 el rei li va retornar el govern d'Acaia a canvi del comtat d'Alba. Isabel es va separar del seu marit i va anar a viure a Hainaut.

## Matrimonis i descendència
Del matrimoni amb Isabel no va tenir descendència. Ella va morir el 23 de gener del 1312 i el mateix any Felip es va casar amb Caterina de la Tour du Pin (died 1337), filla d'Humbert I de Viennois i van tenir molts fills:
- Jaume del Piemont.[3]
- Elionor, que es va casar amb Manfred V marquès de Saluzzo.
- Beatriu, que es va casar amb Humbert de Thoire.
- Agnès, que es va casar amb Joan de la Chambre.
- Joana, que es va casar amb Aymer de Valentinois.
- Margarida, que es va casar amb Renaud de Forez, senyor de Malaval.
- Amadeu, que va ser bisbe de Maurienne en el període 1349-1376.
- Tomàs, que va ser bisbe de Torí en el període 1351-1360
- Eduard, arquebisbe de Tarentaise en el període 1386-1395
- Aimone, que es va casar amb Mencia de Ceva, mort el 1398.
- Alícia, que es va casar amb Manfred del Carretto el 1324 i després amb Antelme de Miolans. Alícia va morir el 1368.
- Isabel, que es va casar amb Joan, vescomte de Maurienne.